# Aaloe

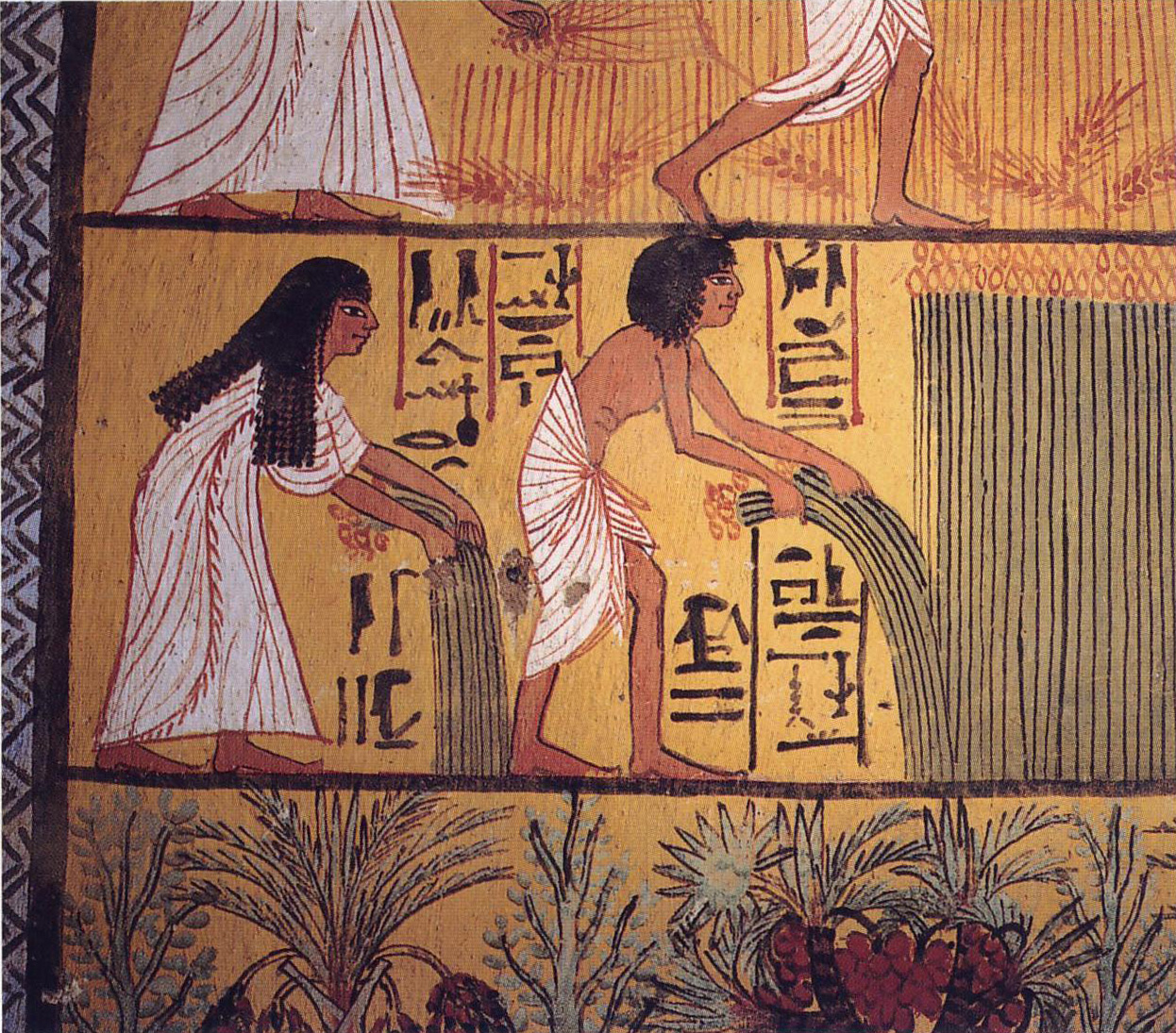
Egyptisch oogsten

Aaloe of Jaroe of Iaroe was in het Oude Egypte het paradijs.

## De weg naar Aaloe
De gestorvene moest in het dodenrijk een reeks van testen uitvoeren zoals magische bezweringen of spreuken vertellen. Als de dode dat allemaal had overleefd, moest de dode voor de 42 rechters uitspreken dat deze het leven goed had geleid. Het hart werd gewogen door de god Thoth. Als de ziel van hetzelfde gewicht was als de veer van de godin Maät werd de toegang geboden tot de Aaloe-velden. 

## In de Aaloe-velden
Aaloe was het rijk van de zonnegod Ra in het Oosten, andere bronnen melden dat het de rijk was van de god Osiris. Het werd omschreven als een eiland voorbij de wereldzee en aan de voet van het hemelgewelf. Het wordt voorgesteld als een groot land waar water doorheen stroomt. 
Elke overledene, zowel koning als gewone mens, moest daar werken op het land en kon de gelijke zijn naast de goden. De koningen en edelen kregen shabtis's mee, magische beeldjes van de overledene met landbouwinstrumenten die voor hen het land zou gaan bewerken.  